# Helligdag
 For alternative betydninger, se Helligdag (flertydig). (Se også artikler, som begynder med Helligdag)
Helligdag er en dag, som har en særlig religiøs betydning. Helligdage er ofte fridage, men dette varierer fra land til land.

## Danske helligdage
Danske helligdage er i helligdagsloven officielt definerede som folkekirkens helligdage.
- Nytårsdag – 1. januar
- Skærtorsdag – torsdag før påskesøndag
- Langfredag – fredag før påskesøndag
- Påskedag – første søndag efter første fuldmåne efter forårsjævndøgn
- 2. påskedag – mandag efter påskesøndag
- Kristi Himmelfartsdag – sjette torsdag efter påskesøndag
- Pinsedag – 7. søndag efter påske
- Anden pinsedag også skrevet 2. pinsedag – mandag efter pinsesøndag
- Juledag – 25. december
- 2. juledag – 26. december

Grundlovsdag, juleaftensdag og nytårsaftensdag er ikke helligdage. De er dog ofte hele eller halve fridage som er bestemt i forskellige overenskomster på arbejdsmarkedet, og der gælder specielle regler i lukkeloven for disse dage.

## Franske helligdage
I Frankrig er helligdagene defineret i code du travail, article L3133-1
| Dato                                              | Navn                               | Dansk navn                 | Noter |
| ------------------------------------------------- | ---------------------------------- | -------------------------- | --- |
| 1. januar                                         | Jour de l’an                       | Nytårsdag                  | Den første dag i året; For katolikkerne er det festen for Jomfru Maria Jesus' moder. |
| 46. og 47. dag før påske                          | Mardi gras og Mercredi des cendres | Fede tirsdag og Askeonsdag | Helligdage der kun fejres på Antillerne. |
| To dage før påske                                 | Vendredi saint                     | Langfredag                 | Ekstra kristen feriedag. Kun i departementerne Moselle, Bas-Rhin og Haut-Rhin og på Antillerne. |
| Dagen efter påskesøndag.                          | Lundi de Pâques                    | 2. påskedag                | Påsken er en fest fælles for protestanter og katolikker, der afholdes den første søndag efter den første fuldmåne i foråret. |
| 1. maj                                            | Fête du Travail                    | 1. maj                     | Holdes for at fejre indførelsen af 8-timers arbejdsdagen. Som i Danmark bliver der også i Frankrig afholdt fagforenings- og politiske demonstrationer og møder. (Siden 1947, har man ikke officielt kaldt det "Fête du Travail" men bare 1. maj). |
| 8. maj                                            | Fête de la Victoire                | VE-dag                     | Fejring af den tyske kapitulation i Vesteruopa og afslutningen på 2. verdenskrig i Europa (1945). |
| 22. maj                                           | Abolition de l'esclavage           | Ophævelse af slaveriet     | Kun i departementet Martinique. |
| 27. maj                                           | Abolition de l'esclavage           | Ophævelse af slaveriet     | Kun i departementet Guadeloupe. |
| Sjette torsdag efter påskesøndag                  | Ascension                          | Kristi himmelfartsdag      | Kristen helligdag, der fejrer at Jesu opsteg til himmels og blev ophøjet til Guds højre hånd. |
| Den syvende søndag efter påske og mandagen efter. | Pentecôte (og Lundi de Pentecôte)  | Pinse (og pinsemandag)     | En kristen fest, der holdes årligt til minde om Helligåndens komme. |
| 10. juni                                          | Abolition de l'esclavage           | Ophævelse af slaveriet     | Kun i departementet Guyane. |
| 14. juli                                          | Fête nationale                     | Nationaldag                | Fejring af den franske revolution og national enhed - og en dag for forsoning og forening af alle franskmænd. Dagen forgår på årsdagen for Stormen på Bastillen.                                                                                  |
| 15. august                                        | Assomption de Marie                | Mariæ Himmelfartsdag       | Katolsk festdag, der fejrer Jomfru Marias himmelfart. |
| 1. november                                       | Toussaint                          | Allehelgensdag             | Festdag der fejrer alle helgener i den katolske kirke. |
| 2. november                                       | Fête des Morts                     | De Dødes Dag               | Helligdag der kun fejres på Antillerne. |
| 11. november                                      | Armistice de 1918                  | Våbenhvilen i 1918         | Fejring af våbenhvilen i 1918 og dermed afslutningen på 1. verdenskrig. |
| 20. december                                      | Abolition de l'esclavage           | Ophævelse af slaveriet     | Kun i departementet Réunion. |
| 25. december                                      | Noël                               | Jul                        | Fejring af Jesu fødsel |
| 26. december                                      | Saint Étienne                      | Sankt Stefans dag          | Ekstra kristen feriedag. Kun i departementerne Moselle, Bas-Rhin og Haut-Rhin. |